# Antidifamacijska liga
Antidifamacijska liga (ADL, engl. Anti-Defamation League) međunarodna je nevladina organizacija sa sjedištem u Sjedinjenim Državama. Samoproglašena „prva nacionalna agencija za građanska prava i ljudske odnose”, ADL tvrdi da se „bori protiv antisemitizma i svih oblika bigotnosti, brani demokratske ideale i štiti građanska prava za sve” i to kroz „informiranje, obrazovanje, zakonodavstvo i advokaturu”.
Od listopada 1913. godine, kada ju je osnovao Neovisni red B'nai B'rith, židovska uslužna organizacija u Sjedinjenim Državama, njezina je misija „zaustaviti, pozivima na razum i savjest te prema potrebi i na zakon, difamaciju židovskog naroda.” Njezin je krajnji cilj „osigurati pravdu i pošteni sudski postupak prema svim građanima i zauvijek okončati nepravednu i nepoštenu diskriminaciju ili ponižavanje od bilo koje sekte ili skupine građana.” ADL ima 29 otvorenih ureda u SAD-u i tri ureda u drugim zemljama, a sjedište je smješteno u New York Cityju.

## Početci
Od listopada 1913. godine, kada je Sigmund Livingston osnovao organizaciju, u ADL-ovoj povelji piše: 
»Neposredni cilj Lige jest zaustaviti, pozivima na razum i savjest te po potrebi pozivima na zakon, difamaciju židovskog naroda. Njezina je krajnja svrha osigurati pravdu i pravedan postupak prema svim sličnim građanima i zauvijek okončati nepravednu i nepoštenu diskriminaciju ili ponižavanje od bilo koje sekte ili skupine građana.«
Livingston je osnovao ADL kao izravan odgovor na presudu iz 1913. godine u kojoj je Leo Frank, židovski upravitelj tvornice i B'nai B'rithov predsjednik podružnice u Georgiji, osuđen zbog ubojstva Mary Phagan, trinaestogodišnje radnice. Njegova je smrtna kazna izmijenjena zbog sumnje o njegovoj krivnji, no naposljetku ga je ubila linčerska rulja. Postumno mu je udijeljen oprost 1986. godine kao priznanje propusta Države Georgije da ga zaštiti.

## Ciljevi
Iskazana svrha ADL-a jest borba protiv „antisemitizma i svih oblika bigotnosti (u SAD-u) i inozemstvu, borba protiv međunarodnog terorizma, istraga korjena mržnje, advokatura pred Kongresom Sjedinjenih Država, pomaganje žrtvama bigotnosti, razvijanje obrazovnih programa te služba kao javni resurs vladi, medijima, redarstvu i javnosti s ciljem spriječavanja i smanjivanja mržnje.”
Kroz povijest se ADL suprotstavljao skupinama i pojedincima koje je smatrao antisemitskima i/ili rasističkima uključujući naciste, Ku Klux Klan, Henryja Forda, oca Charlesa Coughlina (vođu Kršćanskog fronta), pokret Kršćanski identitet, Njemačko-američki savez, neonaciste, pokret „Američka milicija” i rasističkih skinheada (iako se ADL slaže da postoje i nerasistički skinheadi). ADL objavljuje izvješća u raznim zemljama, izvješćujući o navodnim incidentima protužidovskih napada i propagande.
ADL tvrdi da neki oblici anticionizma i kritike Izraela prelaze crtu i zalaze u antisemitizam. Liga tvrdi:
»Kritika pojedinih djela ili politika Izraela sama za sebe nije antisemitska. Jamačno se suverena Država Izrael može legitimno kritizirati poput bilo koje druge zemlje u svijetu. Neporecivo je to da postoje oni čijom se kritikom Izraela ili „cionizma” prikriva antisemitizam.«
ADL dodjeljuje vlastitu Nagradu hrabrosti za brigu (eng. Courage to Care Award) u čast spasiocima židova tijekom ere holokausta.
Liga je objavila popis „deset vodećih organizacija odgovornih za agitaciju protiv Izraela u SAD-u” koji uključuje ANSWER, Međunarodni pokret solidarnosti i Jewish Voice for Peace zbog poziva na suradnju s organizacijom BDS.
U listopadu 2010. godine ADL je osudio primjedbe hahama Ovadije Yosefa da je jedina svrha nežidova bila služiti narodu Izraela.

## Odvojenost crkve od države
Jedan od glavnih ADL-ovih ciljeva jest religijska sloboda za ljude svih vjera. U kontekstu državnih škola, ADL je zauzeo stav da zbog toga što su kreacionizam i inteligentni dizajn religijska vjerovanja, a jer je vlada zabranila poučavanje vjerovanja bilo koje religije, njih ne bi smjelo poučavati u prirodoslovnim predmetima: »Američki Ustav jamči prava Amerikanaca da vjeruju u religijske teorije kreacije (kao i u ostale teorije), ali ne dopušta njihovo poučavanje u prirodoslovnim predmetima državnih škola.«
Slično tomu, ADL podupire pravni presedan da je neustavno da vlada postavlja Deset zapovijedi u sudnicama, školama i ostalim javnim mjestima: »Prava religijska sloboda označava slobodu od toga da vlada nameće religiju većini svojih građana.« ADL također osuđuje javnoškolski biblijski kurikulum koji je objavilo Nacionalno vijeće za biblijski kurikulum u javnim školama, navodeći da otvara »ozbiljne ustavne probleme« i »zagovara prihvaćanje biblijsku interpretaciju jedne vjerske tradicije nad drugom«.